# ITT Corporation

Logo

International Telephone & Telegraph (ITT), tegenwoordig ITT Corporation geheten, is een Amerikaans bedrijf dat zich aanvankelijk bezighield met de vervaardiging van telecommunicatie-apparatuur.

## Ontstaan
Het bedrijf had zijn wortels in de Puerto Rico Telephone Company (Ricotelco), die in 1914 werd opgericht. In 1917 werden de Puerto Ricanen Amerikaans staatsburger.
De gebroeders Sosthenes Behn (1884-1957) en Hernand Behn startten in 1920 met ITT als een holding voor de Puerto Ricaanse telefoonmaatschappij en enkele Cubaanse telefoonmaatschappijen. De naam werd gekozen vanwege de gelijkenis met AT&T.
ITT groeide door de overname van tal van bedrijven en de verwerving van vele patenten. Uiteindelijk groeide het bedrijf uit tot een grote leverancier van verbindingsapparatuur voor de telefonie en aanbieder van telecommunicatie-diensten.

## Conglomeraat
Van 1960 tot 1977, onder leiding van Harold Geneen, groeide het bedrijf uit tot een conglomeraat. Er werden meer dan 350 bedrijven overgenomen in tal van sectoren, waaronder de hotelketen Sheraton,  autoverhuurbedrijf Avis Rent-a-Car en de verzekeringsmaatschappij Hartfort Insurance. ITT was ook lang eigenaar van het Amerikaanse Bell Telephone. Het bedrijf groeide aldus in omvang waarbij de jaaromzet steeg van $ 760 miljoen tot $ 17 miljard.

## Herstructurering
Van 1979 tot 1995 was Rand Araskog de bedrijfsleider en deze begon een proces van herstructurering. In 1995 werd ITT opgesplitst in drie van elkaar onafhankelijke bedrijven, en wel:
- ITT Corporation, gericht op hotels en aanverwante bedrijfstakken.
- ITT Hartford, een verzekeringsmaatschappij.
- ITT Industries, een groep van productiebedrijven.

## Heden
Na 1995 werd ITT Corporation overgenomen door derden, ITT Hartford veranderde zijn naam, en in 2006 veranderde ITT Industries zijn naam weer in ITT Corporation, waarmee ITT opnieuw een industrieel bedrijf werd.
In 2008 werkten er wereldwijd ongeveer 40.000 mensen bij ITT. Het bedrijf maakt echter geen telefoons meer, doch kent de volgende specialisaties:
- Vloeistoftechnologie: Pompen, kleppen en warmtewisselaars voor de behandeling van proceswater, koelwater, drink- en afvalwater.
- Defensietechnologie: Telecommunicatienetwerken, GPS-apparatuur, nachtkijkers, satelliettechnologie en dergelijke.
- Bewegings- en vloeistofregelaars: Actuatoren voor regelsystemen, servomotoren, schokbrekers (waaronder Koni), en dergelijke.